# Копа Судамерикана
Копа Судамерикана, известен и като Копа Нисан Судамерикана (на испански: Copa Sudamericana) е вторият по сила клубен турнир по футбол в Южна Америка. От 2005 г. в него взимат участие и отбори от КОНКАКАФ. Провежда се всяка година в периода септември – декември. За разлика от европейските Шампионска лига и Купа на УЕФА, в Копа Судамерикана участват и отбори, които участват и в най-силния южноамерикански турнир Копа Либертадорес. Победителите от двата турнира играят два мача за суперкупата на Южна Америка, Рекопа Судамерикана.

## История
След прекратяването на турнирите Копа КОНМЕБОЛ, Копа Мерконорте и Копа Меркосур е заплануван турнир за отбори от Северна и Южна Америка, който трябва да се казва Копа Панамерикана. Вместо това обаче през 2002 г. е основан турнир само за отбори от Южна Америка – Копа Судамерикана, който от 2003 г. носи и името на основния си спонсор – Нисан.
Също през 2003 г. започват участието си и бразилските отбори, които пропускат първото издание на турнира, защото програмата на турнира нарушава ритъма на провеждане на мачовете в бразилското първенство.
От 2005 г. покани за участие получават и три отбора от зона КОНКАКАФ – това са два мексикански отбора, както и завършилият на второ място в Купата на шампионите.

## Регламент
Южноамериканските футболни асоциации получават правото да изпратят определен брой отбори, зависещ от силата на съответната лига. Всака асоциация сама определя начина, по който отборите печелят право на участие – директна покана; първите отбори в класирането на първия полусезон; отборите с най-предно класиране, некласирали се за Копа Либертадорес; след специален квалификационен турнир и т.н. Възможна е и комбинация от няколко от гореспоменатите критерии.
Самият турнир се състои от директни елиминации в два мача, като важи правилото за гол на чужд терен, а при равен резултат от двете срещи не се играят продължения, а направо се изпълняват дузпи. В първия кръг на надпреварата жребият е дирижиран – един срещу друг играят отбори от една и съща държава, когато съответната държава има повече участници (в случая на Аржентина и Бразилия). Отборите от държави с по два, три или четири участника играят срещу отбори от държави съответно с четири, три и два участника (отбори от Чили срещу отбори от Боливия, Венецуела срещу Еквадор, Колумбия срещу Перу, Парагвай срещу Уругвай). От следващия кръг се включват действащият шампион и отборите от КОНКАКАФ.
През 2007 г. за полуфиналите се класират колумбийския Мийонариос, мексиканския Клуб Америка и аржентинските Арсенал Саранди и Ривър Плейт. За да не се стигне до финал между два отбора от една и съща държава, КОНМЕБОЛ събира двата аржентински отбора в една полуфинална двойка.

## Финали
| Година | Финал                        | Финал                                                        | Финал                      | Полуфиналисти                  | Полуфиналисти                          |
| Година | Шампион                      | Резултат                                                     | Финалист                   | Полуфиналисти                  | Полуфиналисти                          |
| ------ | ---------------------------- | ------------------------------------------------------------ | -------------------------- | ------------------------------ | -------------------------------------- |
| 2002   | Сан Лоренцо Аржентина        | 4 – 0 0 – 0 общ резултат 4 – 0                               | Атлетико Насионал Колумбия | Клуб Боливар Боливия           | Насионал Монтевидео Уругвай            |
| 2003   | Сиенсиано Перу               | 3 – 3 1 – 0 общ резултат 4 – 3                               | Ривър Плейт Аржентина      | Сао Пауло Бразилия             | Атлетико Насионал Колумбия             |
| 2004   | Бока Хуниорс Аржентина       | 0 – 1 2 – 0 общ резултат 2 – 1                               | Клуб Боливар Боливия       | Интернасионал Бразилия         | ЛДУ Кито Еквадор                       |
| 2005   | Бока Хуниорс Аржентина       | 1 – 1 общ резултат 2 – 2 4 – 3 (дузпи)                       | УНАМ Пумас Мексико         | Универсидад Католика Чили      | Велес Сарсфийлд Аржентина              |
| 2006   | Пачука Мексико               | 1 – 1 2 – 1 общ резултат 3 – 2                               | Коло Коло Чили             | Депортиво Толука Мексико       | Атлетико Паранаензе Бразилия           |
| 2007   | Арсенал де Саранди Аржентина | 3 – 2 1 – 2 общ резултат 4 – 4 (повече голове на чужд терен) | Клуб Америка Мексико       | Ривър Плейт Аржентина          | Мийонариос Колумбия                    |
| 2008   | Интернасионал Бразилия       | 1 – 0 1 – 1 общ резултат 2 – 1 (след продължения)            | Естудиантес Аржентина      | Гуадалахара Мексико            | Архентинос Хуниорс Аржентина           |
| 2009   | ЛДУ (Кито) Еквадор           | 5 – 1 0 – 3 общ резултат 5 – 4                               | Флуминенсе Бразилия        | Ривър Плейт Монтевидео Уругвай | Серо Портеньо Парагвай                 |
| 2010   | Индепендиенте Аржентина      | 0 – 2 3 – 1 общ резултат 5 – 3 (дузпи)                       | Гояш Бразилия              | ЛДУ (Кито) Еквадор             | Палмейраш Бразилия                     |
| 2011   | Универсидад де Чили Чили     | 1 – 0 3 – 0 общ резултат 4 – 0                               | ЛДУ (Кито) Еквадор         | Велес Сарсфийлд Аржентина      | Клуб де Регаташ Вашко да Гама Бразилия |
| 2012   | Сао Пауло Бразилия           | 0 – 0 2 – 0 общ резултат 2 – 0                               | Тигре Аржентина            | Мийонариос Колумбия            | Универсидад Католика Чили              |
| 2013   | Ланус Аржентина              | 1 – 1 2 – 0 общ резултат 3 – 1                               | Понте Прета Бразилия       | Сао Пауло Бразилия             | Либертад Чили                          |
| 2014   | Ривър Плейт Аржентина        | 1 – 1 2 – 0 общ резултат 3 – 1                               | Атлетико Насионал Колумбия | Сао Пауло Бразилия             | Бока Хуниорс Аржентина                 |
| 2015   | Санта Фе Колумбия            | 0 – 0 общ резултат 3 – 1 (дузпи)                             | Уракан Аржентина           | Лукеньо Чили                   | Ривър Плейт Аржентина                  |
| 2016   | Шапекоензе Бразилия          | Финалът не се играе. Трофея е присъден на Шапекоензе.        | Атлетико Насионал Колумбия | Серо Портеньо Чили             | Сан Лоренцо Аржентина                  |

## Победители
- До 2016 г.

### По клубове
| Клуб                | Победител | Финалист | Години победител | Години финалист  |
| ------------------- | --------- | -------- | ---------------- | ---------------- |
| Бока Хуниорс        | 2         | 0        | 2004, 2005       | —                |
| Сан Лоренцо         | 1         | 0        | 2002             | —                |
| Сиенсиано           | 1         | 0        | 2003             | —                |
| Пачука              | 1         | 0        | 2006             | —                |
| Арсенал де Саранди  | 1         | 0        | 2007             | —                |
| Интернасионал       | 1         | 0        | 2008             | —                |
| ЛДУ (Кито)          | 1         | 0        | 2009             | 2011             |
| Индепендиенте       | 1         | 0        | 2010             | —                |
| Универсидад де Чили | 1         | 0        | 2011             | —                |
| Санта Фе            | 1         | 0        | 2015             | —                |
| Шапекоензе          | 1         | 0        | 2016             | —                |
| Ривър Плейт         | 1         | 1        | 2014             | 2003             |
| Атлетико Насионал   | 0         | 1        | —                | 2002, 2014, 2016 |
| Клуб Боливар        | 0         | 1        | —                | 2004             |
| УНАМ Пумас          | 0         | 1        | —                | 2005             |
| Коло Коло           | 0         | 1        | —                | 2006             |
| Клуб Америка        | 0         | 1        | —                | 2007             |
| Естудиантес         | 0         | 1        | —                | 2008             |
| Флуминенсе          | 0         | 1        | —                | 2009             |
| Гояш                | 0         | 1        | —                | 2010             |
| Тигре               | 0         | 1        | —                | 2012             |
| Понте Прета         | 0         | 1        | —                | 2013             |
| Уракан              | 0         | 1        | —                | 2015             |

### По държави
| Държава   | Победител | Финалист | Победители                                                                                 | Финалисти                        |
| --------- | --------- | -------- | ------------------------------------------------------------------------------------------ | -------------------------------- |
| Аржентина | 7         | 2        | Бока Хуниорс (2); Сан Лоренцо (1); Арсенал Саранди (1); Индепендиенте (1); Ривър Плейт (1) | Ривър Плейт (1); Естудиантес (1) |
| Мексико   | 1         | 2        | Пачука (1)                                                                                 | УНАМ Пумас (1); Клуб Америка (1) |
| Бразилия  | 1         | 2        | Интернасионал (1)                                                                          | Флуминенсе (1); Гояш (1)         |
| Чили      | 1         | 0        | Универсидад де Чили (1)                                                                    | —                                |
| Еквадор   | 1         | 0        | ЛДУ (Кито) (1)                                                                             | —                                |
| Перу      | 1         | 0        | Сиенсиано (1)                                                                              | —                                |
| Боливия   | 0         | 1        | —                                                                                          | Клуб Боливар (1)                 |
| Колумбия  | 0         | 1        | —                                                                                          | Атлетико Насионал (1)            |

## Голмайстори
| Година | Играч                                      | Отбор                                                   | Голове |
| ------ | ------------------------------------------ | ------------------------------------------------------- | ------ |
| 2002   | Родриго Астудийо Гонсало Галиндо Пиер Вебо | Сан Лоренцо де Алмагро Клуб Боливар Насионал Монтевидео | 4      |
| 2003   | Герман Карти                               | Сиенсиано                                               | 6      |
| 2004   | Орасио Киорасо                             | Клуб Боливар                                            | 5      |
| 2005   | Бруно Мариони                              | УНАМ Пумас                                              | 7      |
| 2006   | Умберто Суасо                              | Коло Коло                                               | 10     |
| 2007   | Рикардо Сисилиано                          | Мийонариос                                              | 6      |
| 2008   | Алекс Рафаел Мескини Нилмар                | Интернасионал                                           | 5      |
| 2009   | Клаудио Белер                              | ЛДУ (Кито)                                              | 8      |
| 2010   | Рафаел Моура                               | Гояш                                                    | 8      |
| 2011   | Едуардо Варгас                             | Универсидад де Чили                                     | 11     |